# Ius comercii
În dreptul roman, ius comercii (sau mai simplu, comercium) era un drept acordat unui peregrin sau unui deținător de drepturi latine de a obține proprietate, de a încheia contracte și de a întreprinde activități comerciale asemenea oricărui alt cetățean Roman.